# USS LST-81
O USS LST-81 foi um navio de guerra norte-americano da classe LST que operou durante a Segunda Guerra Mundial.